# MusicOMH
musicOMH, est un site web britannique qui propose des critiques, des informations et des interviews sur le monde musical.

## Histoire
Le site web est lancé par le rédacteur en chef Michael Hubbard.